# Objekt (trestní právo)
Objekt trestného činu označuje[zdroj?] v trestním právu množinu znaků, jež charakterizují předmět ochrany trestního práva hmotného, tedy to, co je trestním právem hmotným chráněno ve vztahu k trestnému činu. Je obligatorním (nutným) prvkem trestného činu. Trestní zákon za předmět ochrany označuje společenské vztahy, zájmy a hodnoty, které jsou pro společnost natolik výrazné, že jejich ochranu, mimo ochranu poskytovanou primárními právními normami různých právních odvětví, zajišťuje prostředky trestního práva hmotného, tj. pohrůžkou tresty, ukládáním a výkonem trestů a ochranných opatření. Trestní právo nechrání všechny objekty, ale pouze takové, které vyžadují ochranu trestním právem jako „ultima ratio“. Určité vztahy jsou chráněny přímo (vlastnické vztahy), jiné jsou vztahy, jako spíše hodnotami, které však každá společnost ochraňuje (zdraví, život).
Podle míry obecnosti (stupně abstrakce) vyjádření společenských vztahů, zájmů a hodnot chráněných trestním právem hmotným je třeba odlišit: 
- objekt rodový (obecný) – souhrn všech vztahů, zájmů a hodnot, které je třeba chránit a jejichž ochrana je hlavním účelem trestního zákona. Takto vymezeným rodovým objektem tedy rozumíme zájmy společnosti, ústavní zřízení ČR, práva a oprávněné zájmy fyzických a právnických osob. Pod tyto zájmy je možno podřadit veškeré, ve zvláštní části trestního zákona blíže konkretizované, druhové a individuální objekty. Dříve byl rodový objekt vyjádřen v § 1 TZ, dnes však schází.
- objekt druhový (skupinový) – společenské vztahy, zájmy a hodnoty příbuzného druhu. Trestní zákon seskupuje individuální objekty podle těch jejich druhových znaků, které jsou různým individuálním objektům společné, do jednotlivých hlav zvláštní části trestního zákona a v rámci některých hlav do oddílů, které v ještě větší míře postihují společné charakteristiky či příbuznost a blízkost různých individuálních objektů.
- objekt individuální – společenský vztah, zájem či hodnota, k jejíž ochraně slouží jednotlivé skutkové podstaty trestných činů. Jde o obligatorní součást znaků skutkové podstaty.
- objekt konkrétní – jednotlivý vztah, zájem či hodnota přímo zasažená konkrétním jednáním konkrétního pachatele

Podle postavení objektu ve skutkové podstatě z hlediska poskytované trestněprávní ochrany se rozlišují objekty
- primární – vztahy, zájmy a hodnoty, které jsou chráněny na prvním místě – rozhoduje zařazení ve zvláštní části zákona, např. u trestného činu loupeže je primárním objektem osobní svoboda a majetek člověka (objekty individuální, primární, kumulativní, obligatorní)
- sekundární – jsou chráněny vedle objektu primárního, popřípadě jsou chráněny jeho prostřednictvím, u již zmiňované loupeže je sekundárním objektem zdraví člověka (individuální objekt sekundární).

Je-li v dané skutkové podstatě primární i sekundární objekt, musí být tyto zasaženy jednáním pachatele kumulativně. Pokud sekundární objekt není obsažen, z hlediska viny je irelevantní, zda byl zasažen, tato skutečnost je však obecně přitěžující okolností. 
Obecný a rodový objekt mají význam pro zjištění nebezpečnosti trestného činu pro společnost, druhový a skupinový jsou kritériem pro zařazení do zvláštní části trestního zákona. Přesné vymezení individuálního objektu naplňuje ochrannou funkci trestního práva hmotného, konkrétní objekt pak je kritériem stanovení konkrétního stupně nebezpečnosti činu a pro rozlišení vývojových stádií trestného činu.

## Vyjádření objektu
Prvním způsobem je vyjádření výslovné, např. obranyschopnost republiky, ústavní zřízení. Dalším způsobem je systematický výklad. V neposlední řadě je to zákonná charakteristika činnosti, kterou vykonává určitá osoba (předmět útoku a kterou je třeba chránit (např. řádný výkon pravomoci úřední osoby.
Dojde-li jednáním pachatele ke změně objektu formou poruchy či ohrožení, taková změna se označuje jako následek, který je stejně jako objekt obligatorním znakem skutkové podstaty trestného činu. 
Objekt trestného činu je třeba důsledně odlišovat od hmotného předmětu útoku.